# Føynland
Føynland est une île habitée de la commune de Færder,  dans le comté de Vestfold en Norvège.

## Description
L'île de 2,1 km2 se trouve entre les îles de Nøtterøy et Husøy. Føynland a une connexion de pont à Nøtterøy qui traverse l'Ekenessundet et à Husøy sur le Myrasundet. Le seul pont vers Nøtterøy est très ancien et mérite d'être préservé. 
Depuis le début des années 1990, Føynland s'est caractérisé par un fort développement. En été, de nombreux touristes se rendent à Fjærholmen, dans le sud de l'île, où se trouvent une zone de baignade, un camping et un port de plaisance pour l'association de voile locale et d'autres.

## Galerie

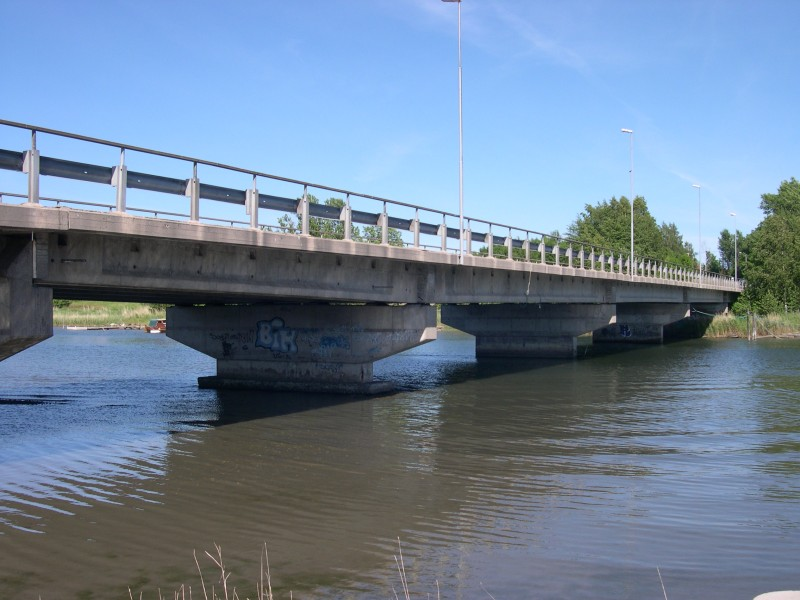
Pont sur l'Ekenessundet
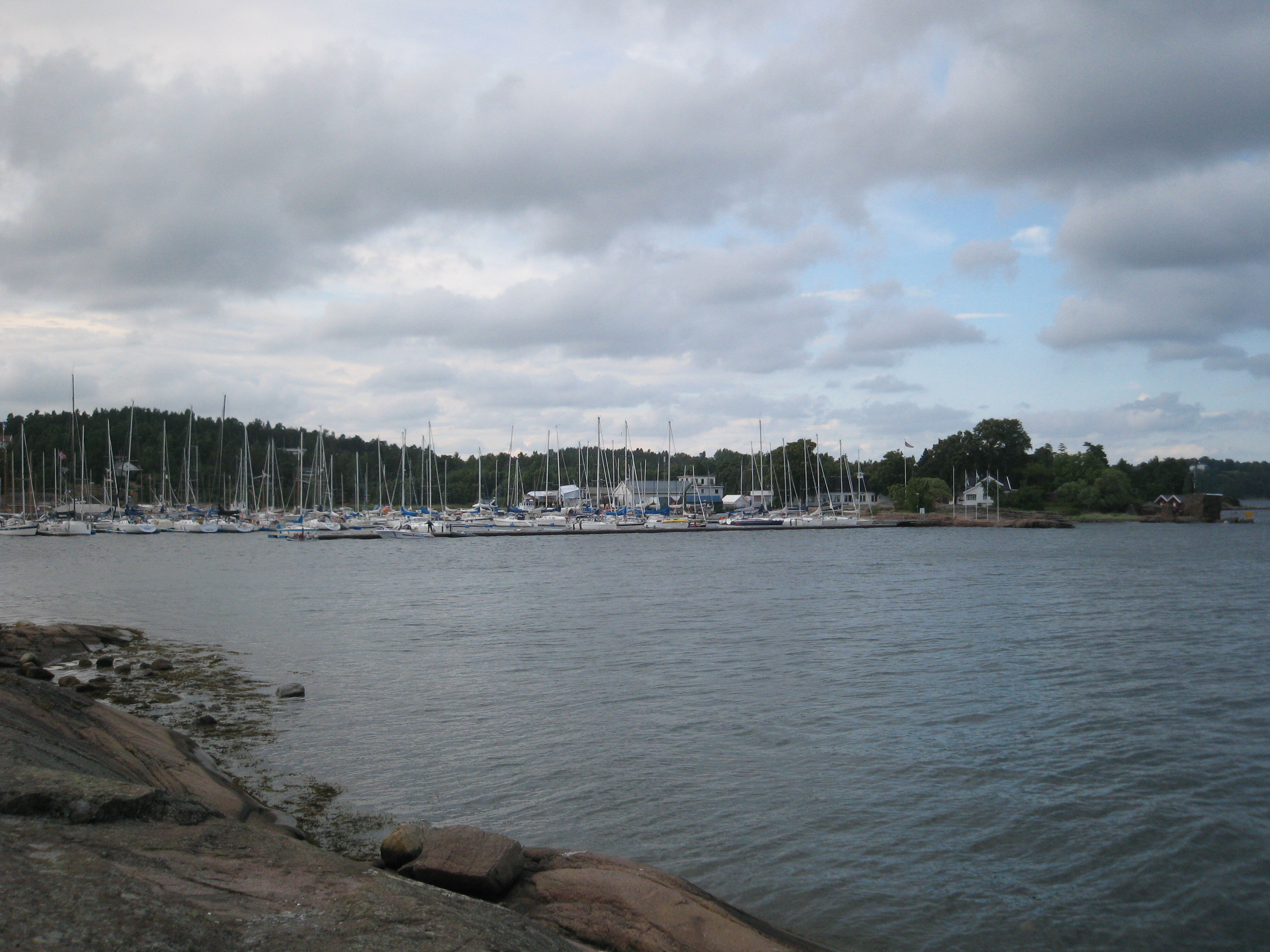
Fjærholmen